# Defekacja (medycyna)

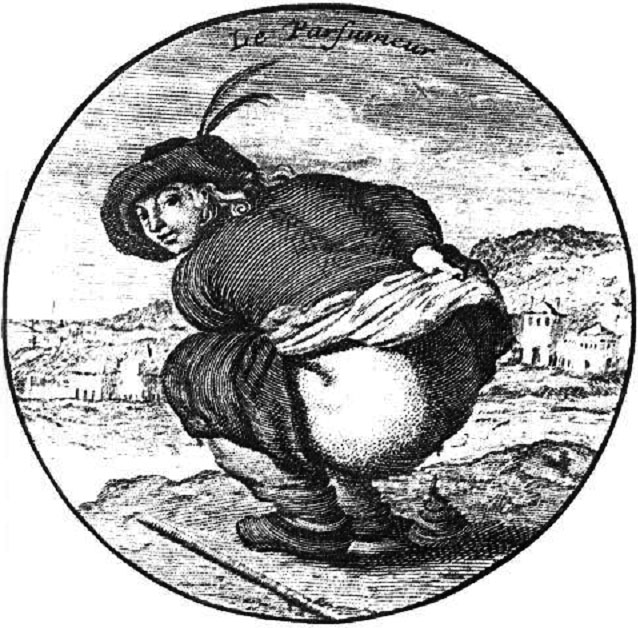
Czynność defekacji, przedstawiona na rysunku Bernarda Picart.

Diagram przedstawiający odbytnicę (rectum) i zwieracze.

Defekacja – medyczne określenie wydalania kału. Czynność określa się również wypróżnieniem.
U człowieka defekacja jest skomplikowanym procesem fizjologicznym, w którym współuczestniczą łuki odruchowe. U niemowląt defekacja jest procesem bezwiednym, nad którym z czasem przejmują kontrolę wyższe ośrodki mózgowe, co umożliwia świadome oddawanie stolca.
Bańka odbytnicy działa jako tymczasowy zbiornik gromadzący masy kałowe. Na skutek rozciągania jej ścian, dochodzi do podrażnienia receptorów czuciowych, co osobnik odczuwa jako parcie na stolec. Parcie na stolec może wywierać ciśnienie do 5 daPa. W momencie przystąpienia do defekacji, następuje rozluźnienie zwieracza wewnętrznego odbytu, następnie zwieracza zewnętrznego odbytu, kanał odbytu staje się drożny, a fala perystaltyczna wypycha masy kałowe na zewnątrz. W akcie parcia bierze dodatkowo udział tzw. tłocznia brzuszna. Zamknięta zostaje szpara głośni, a napięte mięśnie brzucha powodują wzrost ciśnienia w obrębie jamy brzusznej.
U osób z tętniakami aorty, malformacjami naczyniowymi w obrębie naczyń mózgowych, nadmierne, wymuszone parcie, może niekiedy doprowadzić do ich pęknięcia, co stanowi bezpośrednie zagrożenie życia. Osoby z niewydolnością krążenia, ze względu na zwiększone zapotrzebowanie tlenowe podczas wysiłku i możliwość destabilizacji choroby, również powinny unikać stosowania czynnego parcia. U osób laryngektomowanych, u których z przyczyn nowotworowych usunięto krtań, utrudnione parcie wynika z osłabienia czynności tłoczni brzusznej, na skutek braku możliwości zatrzymania powietrza w płucach. We wszystkich ww. przypadkach zalecane jest stosowanie łagodnych środków przeczyszczających oraz regulacja perystaltyki dietą zawierającą odpowiednią ilość błonnika.
Świadome powstrzymywanie się od oddania stolca doprowadza do jego zatrzymania w bańce odbytnicy, ewentualnie również w końcowym fragmencie esicy. Następuje dalsza resorpcja wody i zagęszczenie stolca, co może doprowadzić do powstania kałomatu. Wielokrotne, długotrwałe powstrzymywanie aktu defekacji, często ze względów kulturowych, zmniejsza wrażliwość receptorów nerwowych bańki odbytnicy, czego konsekwencją jest utrudnione oddawanie stolca. Prowadzi to do występowania przewlekłych zaparć, które noszą nazwę zaparć nawykowych. Długotrwały ucisk wywierany przez masy kałowe na ścianki odbytnicy sprzyja powstawaniu żylaków odbytu. Nadmierne wymuszone parcie może prowadzić do powstania przepuklin (zwłaszcza przepukliny pachwinowej u mężczyzn), a także sprzyja powstawaniu wypadania odbytnicy (łac. prolapsus ani).